# ミトコンドリア内膜
ミトコンドリア内膜(Inner mitochondrial membrane)は、シトクローム等のタンパク質がより適切に効率的に機能できるように、より大きな空間を作るため、ミトコンドリア内にクリステと呼ばれる区画を作る膜である。電子伝達系は、ミトコンドリア内膜に位置する。またミトコンドリア内膜には、膜を通して代謝物を輸送する輸送タンパク質も存在する。
ミトコンドリア内膜の脂肪組成は、細菌の膜のものに似ている。この現象は、ミトコンドリアの起源を真核生物のホスト細胞に内在化した原核生物であるとする細胞内共生説によって説明できる。